# Retrato de un hombre (Velázquez)
Retrato de un hombre es una pintura al óleo por el pintor español Diego Velázquez. Mide 68,6 × 55,2 cm de largo y fue realizado entre los años 1630 y 1635. Actualmente, la obra se encuentra en el Museo Metropolitano de Arte de Nueva York, en Estados Unidos. Después de diversos debates sobre su autoría, la pintura fue finalmente atribuida nuevamente a Velázquez en 2009.

## Historia
Retrato de un hombre perteneció alguna vez al conde alemán Johann Ludwig, hijo ilegítimo de Jorge II de Gran Bretaña. La pintura fue después obtenida por Joseph Duveen, quien después la vendió a Jules Bache en 1926 por 1,125 millones de dólares como una pintura original de Velázquez. Bache cedió la obra al Museo Metropolitano de Nueva York en 1948. Oscurecida y descolorida por el barniz, la pintura fue restaurada y limpiada primeramente en 1953 y más tarde en 1965. Fue en los años 60 que un estudioso concluyó que la obra había sido realizada en el taller de Velázquez y no necesariamente por él, juicio que el museo respaldó en 1979.
En 2009, como resultado de la limpieza más reciente realizada por Michael Gallaher, restaurador del departamento de conservación del museo, se reveló que los tonos oscuros y verdosos eran en realidad grises, además de que se descubrieron detalles de pinceladas y una vitalidad en el color antes oculta, lo que llevó al museo a la tradicional atribución a Velázquez. Según Jonathan Brown, historiador de arte y autoridad en relación con la obra de Velázquez, "Sólo me tomó un vistazo... La pintura ha estado enfrente de mis narices toda la vida. Es un descubrimiento fantástico. El hecho emerge ahora como Cenicienta".

## Contenido
El retrato representa al mismo hombre de la figura al borde derecho de otra obra de Velázquez, La rendición de Breda, la cual fue pintada para conmemorar la victoria de España frente a los Países Bajos.  Es bastante improbable que ambas figuras sean autorretratos del artista. Un artículo reciente propone que se trata del retrato del dramaturgo Calderón de la Barca.